# Mesystoechus costatus
Mesystoechus costatus är en skalbaggsart som beskrevs av Phillip B. Carne 1958. Mesystoechus costatus ingår i släktet Mesystoechus och familjen Rutelidae. Inga underarter finns listade i Catalogue of Life.